# Aquífero Grande Amazônia

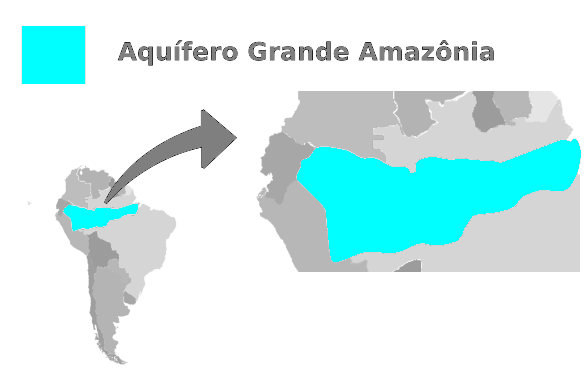
Ilustração do Aquífero Grande Amazônia

O Sistema Aquífero Grande Amazônia (SAGA) é uma grande reserva subterrânea de água que tem sua extensão começando do Equador e passando por outros países da América do Sul como Colômbia e Peru até o estado do Pará no Brasil, possuindo um volume total de 162.520 km³, o aquífero é considerado o maior do mundo.  O aquífero está sob quatro bacias hidrográficas: Acre, Solimões, Amazonas e Marajó, que totalizam, pelo lado brasileiro, 1.300.000 km² aproximadamente de área. 
Anteriormente chamado Aquífero de Alter do Chão, foi descoberto mais tarde através de pesquisas realizadas pela Universidade Federal do Pará (UFPA) que a reserva era muito maior do que se imaginava, em 2013 se adota o nome que temos atualmente como SAGA ou Sistema Aquífero Grande Amazônia. 
As pesquisas sobre o Aquífero ainda continuam, ainda não se sabe sobre a qualidade da água que ele possui por exemplo.

## Curiosidade
Pesquisadores estimam que o Aquífero Grande Amazônia poderia abastecer o planeta por 250 anos. 